# Розростання міст

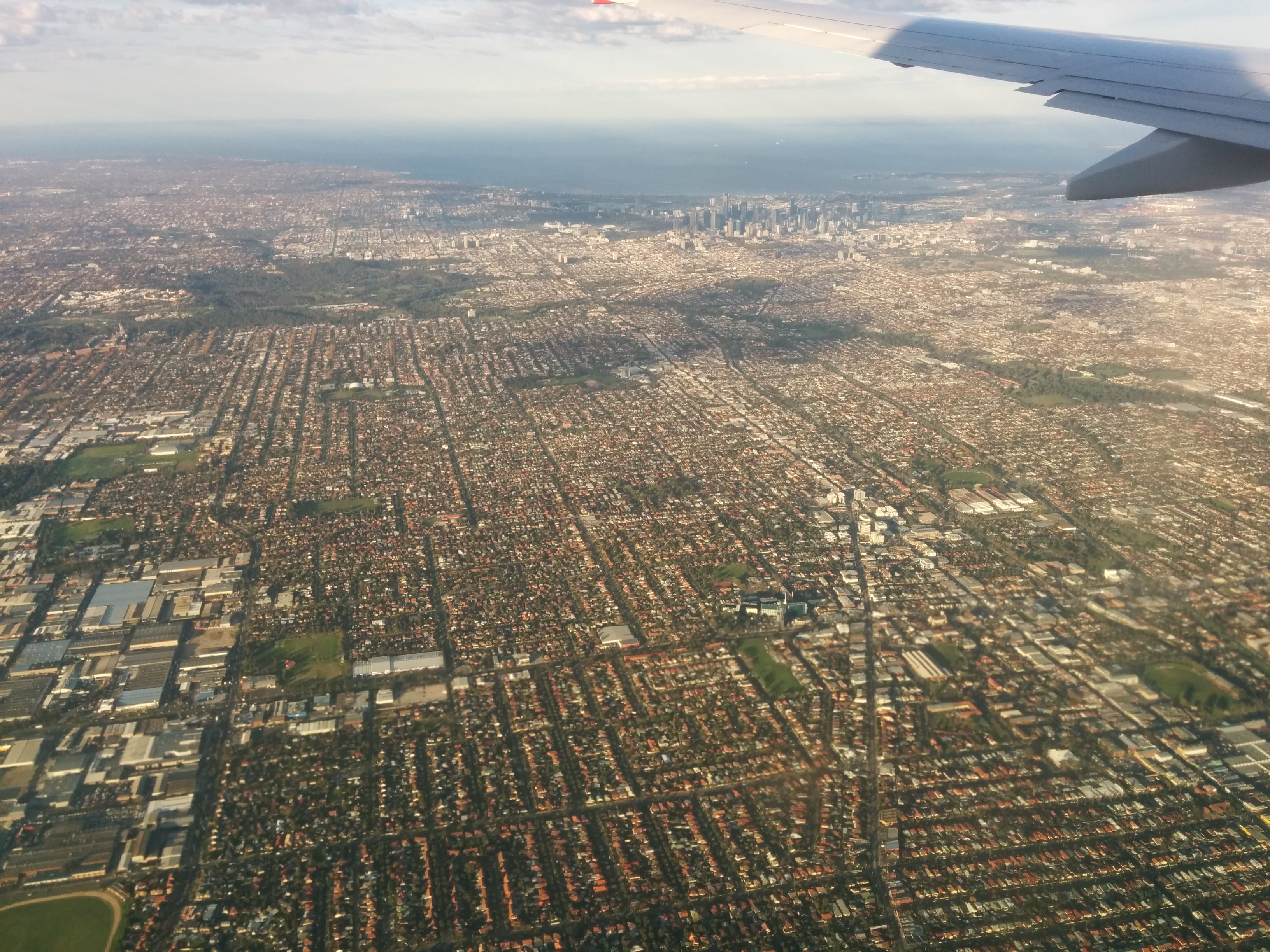
Розростання міста у Мельбурні, Австралія

Розростання міст (також відоме як розростання субурбії ) визначається як «розповсюдження міської забудови (такої, як будинки та торгові центри) на незабудованій землі поблизу міста». Розростання міст описується, як необмежений ріст у багатьох міських районах житла, комерційної забудови та доріг на великих просторах землі без врахування міського планування. На додаток до опису особливої форми урбанізації, цей термін також пов’язаний із соціальними та екологічними наслідками, пов’язаними з цим розвитком. Середньовічні передмістя постраждали від втрати захисту міських стін перед появою індустріальних воєн. Сучасні недоліки та витрати включають збільшення часу в дорозі, транспортні витрати, забруднення та руйнування сільської місцевості. Витрати на будівництво міської інфраструктури для новобудов майже ніколи не окупаються коштом податків на нерухомість, що становить субсидію для забудовників і нових мешканців коштом існуючих платників податку на нерухомість.
Термін розповсюдження міст дуже політизований і майже завжди має негативний відтінок. Її критикують за те, що вона спричиняє погіршення навколишнього середовища, посилює сегрегацію та підриває життєздатність існуючих міських територій, а також критикують з естетичних міркувань. Принизливе значення цього терміну означає, що мало хто відкрито підтримує розростання міст як таке. Цей термін став закликом до управління зростанням міст.

## Визначення
Термін «розростання міст» часто використовувався в листах між Льюїсом Мамфордом і Фредеріком Дж. Осборном , спочатку Осборном у його листі 1941 року до Мамфорда, а пізніше Мамфордом, загалом засуджуючи втрату сільськогосподарських угідь і ландшафту через розширення міських передмість. Цей термін був використаний у статті в The Times у 1955 році як негативний коментар щодо стану околиць Лондона. Визначення розростання різняться; дослідники в цій галузі визнають, що цьому терміну бракує точності. Батті та ін. визначили розростання міст як «нескоординоване розростання: розширення громади без турботи про його наслідки, коротко кажучи, незаплановане, поступове розростання міст, яке часто вважається нестійким».

### Приклади та контрприклади
Згідно з Національним кадастром ресурсів (NRI), близько 180 000 км2) землі в Сполучених Штатах було забудовано з 1982 по 2017 рік. Наразі, згідно з переписом 2000 року, приблизно 2,6 відсотка території США припадає на міста  Приблизно 0,8 відсотка території країни знаходиться в 37 урбанізованих районах з населенням понад 1 000 000 осіб. У 2002 році в цих 37 урбанізованих районах проживало близько 40% загального населення Америки.
Однак, деякі міські райони, такі як Детройт, географічно розширилися, навіть втрачаючи населення. Але не лише урбанізовані райони США втратили населення та суттєво розрослися. Згідно з даними Кенворті та Лаубе (1999) «Міста та автомобільна залежність» (Kenworthy and Laube, 1999), втрата населення урбанізованих територій відбулася під час розширення розповсюдження між 1970 і 1990 роками в Амстердамі, Брюсселі, Копенгагені, Франкфурті, Гамбурзі, Мюнхені, і Цюриху, хоча й без демонтажу інфраструктури, який стався в Сполучених Штатах.

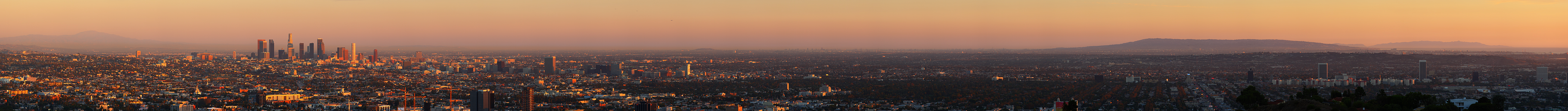
Панорама Лос-Анжелеса

## Історія
Багато теорій припускають причину розростання міст. Теорія «втечі від недуги» пояснює, що такі аспекти життя в містах, як високі податки, рівень злочинності, погана інфраструктура та якість шкіл, призводять до того, що багато людей переїжджають з міських районів у навколишні приміські райони. Згідно з доповіддю "Межі зростання", причини, чому багатші люди переїжджають у передмістя, включають шум, забруднення, злочинність, наркоманію, бідність, страйки робітників і розпад соціальних послуг.
Інші припускають, що розростання міст є природним результатом зростання населення, підвищення зарплат і, отже, кращого доступу до житла. Покращення транспорту також означає, що люди можуть жити далі від великих міст і промислових вузлів, таким чином збільшуючи попит на краще житло далі від міського шуму. Це призводить до створення розгалуженої житлової забудови навколо щільно заселених міст.

## Характеристики
Незважаючи на відсутність чіткого узгодженого опису того, що визначає розростання міст, більшість визначень часто пов’язують із ним наступні характеристики.

### Монофункційність
Це стосується ситуації, коли комерційні, житлові, інституційні та промислові зони відокремлені одна від одної. Отже, великі ділянки землі призначені для монофункційного використання та відокремлені один від одного відкритим простором, інфраструктурою чи іншими бар’єрами. Як наслідок, місця, де люди живуть, працюють, роблять покупки та відпочивають, розташовані далеко одне від одного, як правило, до такої міри, що прогулянка, використання громадського транспорту та їзда на велосипеді є непрактичними, тому всі ці види діяльності зазвичай потребують автомобіля. Ступінь змішування різних землекористувань часто використовується як індикатор розростання в дослідженнях цього предмета.
Згідно з цим критерієм, урбанізацію Китаю можна класифікувати як «розростання з високою щільністю», термін, який, здавалося б, суперечить сам собі, ввів новий урбаніст Пітер Калторп. Він пояснює, що незважаючи на багатоповерхівки, китайські суперблоки (великі житлові квартали) здебільшого монофункційні та оточені гігантськими магістралями, які відокремлюють різні функції міста та створюють середовище, несприятливе для пішоходів.
В Україні прикладом такого розростання з високою щільністю є великі спальні райони, забудовані переважно житловими будинками, мешканці яких змушені щодня їхати на роботу у інші райони міста, що породжує затори внаслідок маятникової міграції. 

### Низька щільність
Розростання часто призводить до низької щільності забудови. Немає точного визначення «низької щільності», але зазвичай це може означати односімейні будинки на великих ділянках. Такі будівлі зазвичай мають менше поверхів і розташовані на більшій відстані одна від одної, розділені газонами, озелененням, дорогами або паркінгами. У Сполучених Штатах 5-10 будинків на гектар можна вважати низькою щільністю, тоді як у Великобританії низької щільністю вважатимуться навіть 20-30 будинків на гектар. Оскільки в США використовується більше автомобілів, набагато більше землі призначено для паркування. Вплив низької щільності забудови в багатьох громадах полягає в тому, що освоєні або «урбанізовані» території збільшуються швидше, ніж зростає населення.
Загальна щільність часто знижується внаслідок скачкоподібного розвитку. Цей термін стосується зв’язку або відсутності такого зв’язку між підрозділами. Такі забудови, як правило, розділені великими зеленими смугами, тобто ділянками незабудованої землі, що призводить до того, що загальна щільність значно нижча, навіть ніж низька щільність, зазначена локальними вимірюваннями на гектар. Це явище 20-го та 21-го століть, породжене нинішнім звичаєм вимагати від забудовника забезпечення інфраструктури як умови розвитку. Зазвичай від забудовника вимагається відвести певний відсоток забудованої землі для громадського використання, включаючи дороги, парки та школи. У минулому, коли місцева влада будувала всі вулиці в певному місці, місто могло розширюватися безперервно та з узгодженою системою циркуляції, оскільки воно мало можливість вилучати землі для розвитку. Приватні забудовники, як правило, не мають таких повноважень (хоча інколи органи місцевого самоврядування можуть допомогти), і часто обирають будівництво на ділянках, які випадково продаються на той час, коли вони хочуть побудувати, замість того, щоб платити додатково або чекати, поки більш відповідне розташування стане доступним.
Деякі дослідження стверджують, що релігійні уявлення про те, як люди повинні жити (і вмирати), сприяють розвитку низької щільності та можуть сприяти розростанню міст.

### Забудова земель сільськогосподарського призначення

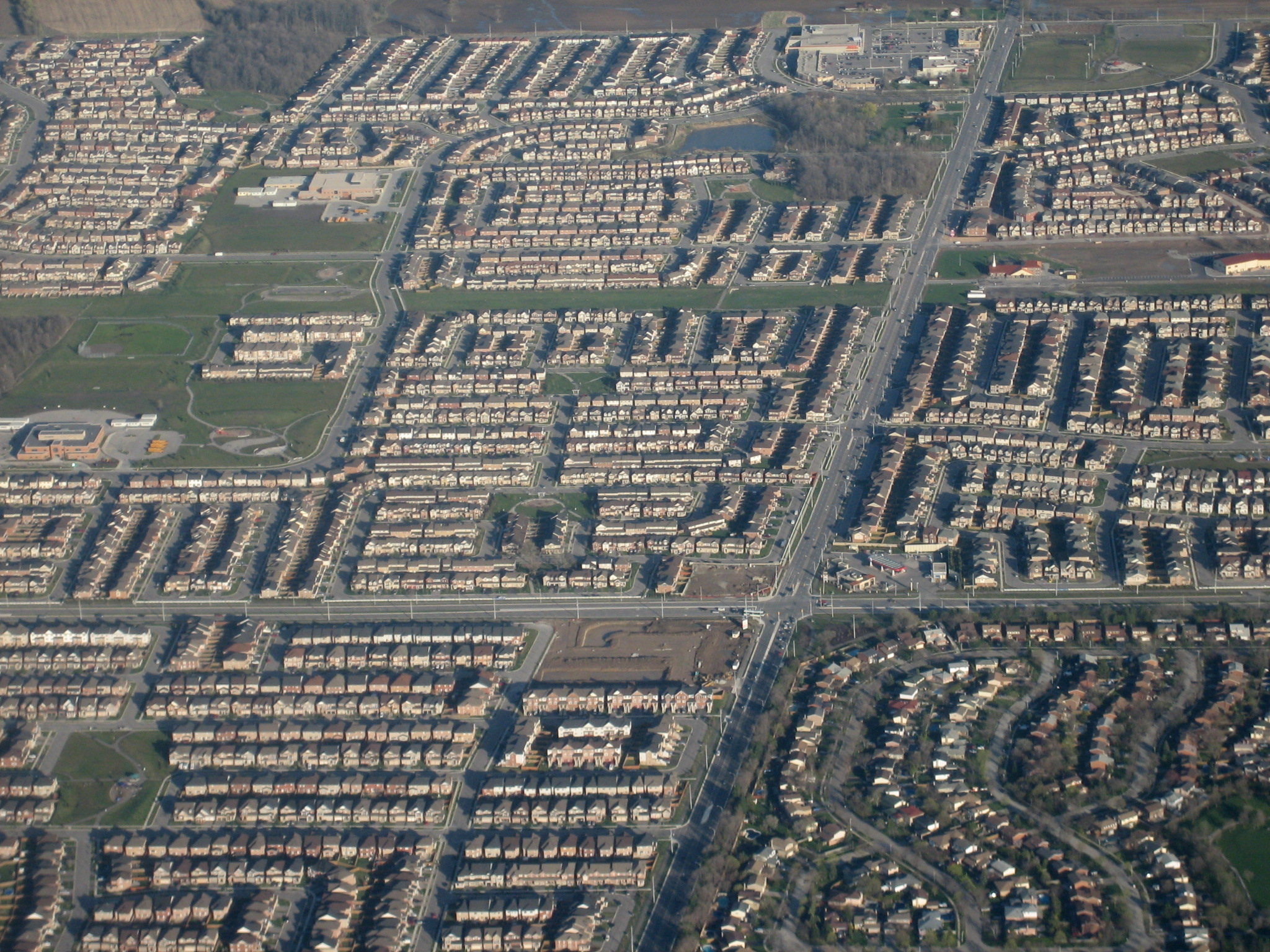
Розростання в Мілтоні, Онтаріо. Ця фотографія є прикладом забудови приміських районів Канади, хоча останнім часом робляться спроби зменшити цей тип забудови у багатьох великих містах.

Землю для розростання міст часто беруть із родючих сільськогосподарських угідь, які розташовані безпосередньо навколо міст; масштаби сучасного розповсюдження поглинули велику кількість найбільш продуктивних сільськогосподарських угідь , а також лісів, пустель та інших природних районів . У Сполучених Штатах продавець може уникнути податку на прибуток, скориставшись податковими пільгами, що звільняють аналогічні обміни від податку на приріст капіталу; доходи від продажу використовуються для купівлі сільськогосподарської землі в іншому місці, і ця операція розглядається як «обмін» або торгівля подібними активами, і податок не стягується. Таким чином, розростання міст субсидується податковим кодексом. У Китаї земля була переведена з сільської в міську у зв'язку з попитом, що призвело до вільних сільських земель, призначених для майбутньої забудови, і можливого розростання міст.

### Котеджні містечка
Котеджні містечка — це великі райони, які повністю забудовані однородинними житловими будінками. Архітектурна фірма New Urbanist Duany Plater-Zyberk & Company заявляє, що котеджні містечкаи «їхні забудовники іноді називають селами, містами та околицями, що вводить в оману, оскільки ці терміни позначають місця, які не є виключно житловими».
Котеджні містечка часто мають вигнуті дороги та тупики. Зазвичай вони мають лише кілька місць для входу та виходу з району, через що рух транспорту здійснюється магістральними вулицями з великою кількістю транспортних засобів. Усі поїздки, якими б короткими вони не були, повинні проходити через магістральну вулицю, що часто призвидить до значних перепробігів та нераціонального викорнистання транспорту.

## Вплив
Розростання міст пов’язане з рядом негативних екологічних наслідків.

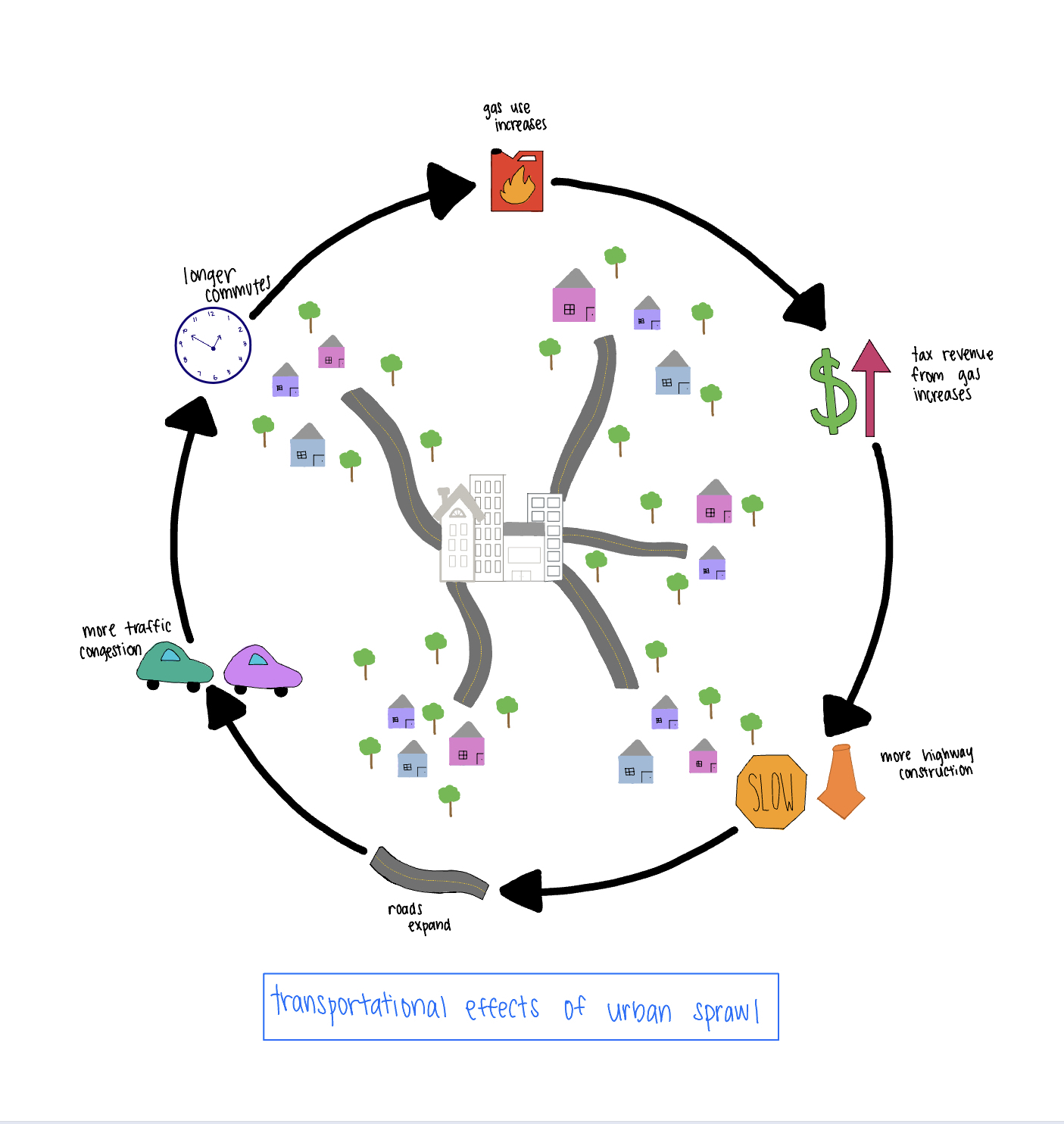
Оскільки міста ррозростаються, бо все більше людей хочуть виїхати з міст, зростає і вплив на навколишнє середовище

Однією з головних екологічних проблем, пов’язаних із розростанням, є втрата землі, середовища проживання та подальше зменшення біорізноманіття. Огляд, проведений Браяном Чехом та його колегами , показує, що урбанізація загрожує більшій кількості видів і більш географічно поширена на материковій частині Сполучених Штатів, ніж будь-яка інша діяльність людини. Розростання міст є руйнівним для місцевої флори та фауни та вводить інвазивні рослини в їхнє середовище. Незважаючи на те, що наслідки можна пом’якшити шляхом ретельного догляду за місцевою рослинністю, процесу екологічної спадкоємності та громадської освіти, розростання являє собою одну з головних загроз для біорізноманіття.
Тому регіони з високим рівнем народжуваності та імміграції стикаються з екологічними проблемами через незаплановане зростання міст і нові мегаполіси, такі як Колката.
Серед інших проблем є також:
- затоплення, яке є результатом збільшення водонепроникних поверхонь для доріг і паркування (див. міський стік) [35]
- підвищення температури від теплових островів, що призводить до значного підвищення ризику смертності серед людей похилого віку.[36]

Водночас міські центри цих та майже всіх інших великих міст у Сполучених Штатах, Західній Європі та Японії, які не анексували нові території, зазнали пов’язаного явища зменшення розміру домогосподарств і, особливо в США, «втечі білих». », зазнаючи втрат населення. Останніми роками ця тенденція дещо сповільнилася, оскільки все більше людей відновили інтерес до міського життя.
Оскільки лісовий покрив розчищається та покривається водонепроникними поверхнями (бетоном і асфальтом) у передмістях, дощі менш ефективно поглинаються водоносними горизонтами ґрунтових вод. Це загрожує як якості, так і кількості води. Розростання міст збільшує забруднення води, оскільки дощова вода збирає бензин, моторне масло, важкі метали та інші забруднюючі речовини, що стікають зі стоянок і доріг.

### Здоров'я
Розростання міст призводить до збільшення кількості автомобілів, що, у свою чергу, призводить до збільшення викидів транспортних засобів, які сприяють забрудненню повітря та супутньому негативному впливу на здоров’я людини. Крім того, зниження фізичної активності, пов’язане з збільшенням використання автомобіля, має негативні наслідки для здоров’я. Розповсюдження суттєво прогнозує хронічні захворювання та пов’язану зі здоров’ям якість життя, але не психічні розлади. Американський журнал громадської охорони здоров’я та Американський журнал зміцнення здоров’я заявили, що існує значний зв’язок між розростанням міст, ожирінням і гіпертонією. Гучні транспортні засоби можуть викликати стрес, заважати спати та мінімізувати соціальні взаємодії в громадських місцях для людей, які живуть у містах (особливо бездомних).

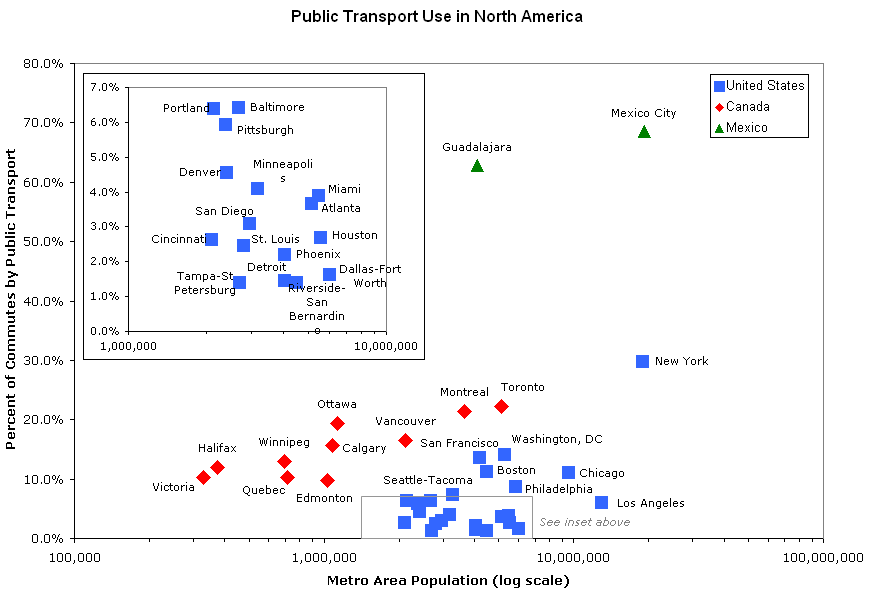
Громадський транспорт у великих агломераціях Північної Америки

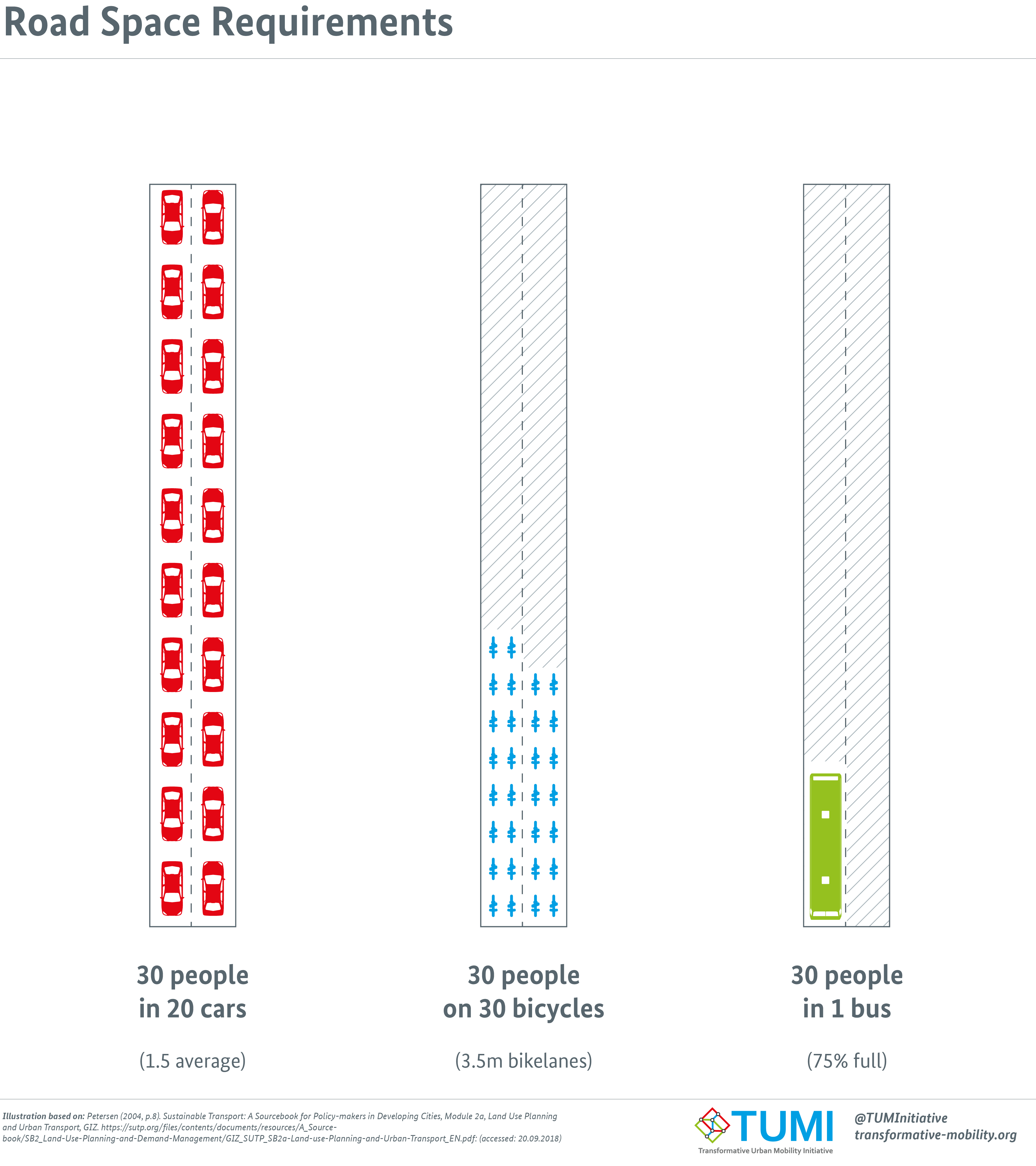
Вимоги до площі дороги для різних видів транспорту

Великі міста – споживання бензину на душу населення проти щільності населення

У роки після Другої світової війни, коли володіння автомобілями стало широко поширеним, чиновники охорони здоров’я називали такі переваги передмість для здоров’я, як менша кількість вихлопів та промислових забруднень, ніж у центрі міста. Однак повітря в сучасних передмістях не обов’язково чистіше, ніж повітря в міських районах. Насправді, найбільш забруднене повітря на переповнених автомагістралях, де люди в передмістях, як правило, проводять більше часу. У середньому жителі передмість генерують більше забруднення на душу населення та викидів вуглецю, ніж їхні міські колеги через їхню активність за кермом, а також через більші будинки.
Розростання також зменшує ймовірність того, що люди візьмуть велосипед для своїх поїздок, що буде краще для їхнього здоров’я. Через багато факторів велосипеди є поширеним видом транспорту для мешканців міст. Одним з основних факторів, який багато людей вважають, є те, що коли хтось їде на велосипеді, скажімо, на роботу, він займається спортом. Ця багатозадачність краще для здоров'я, ніж автоматичний транспорт.

### Безпека
Велика залежність від автомобілів збільшує трафік по всьому місту, а також автомобільні аварії, травми пішоходів і забруднення повітря. Автомобільні аварії є основною причиною смерті американців у віці від п’яти до двадцяти чотирьох років і є головною причиною нещасних випадків для всіх вікових груп. Мешканці більш розгалужених територій, як правило, піддаються більшому ризику загинути в автомобільній аварії через підвищений вплив водіння. Докази вказують на те, що пішоходи на розгалужених територіях піддаються більшому ризику, ніж пішоходи на густонаселених територіях, хоча зв’язок менш чіткий, ніж для водіїв і пасажирів транспортних засобів.
Дослідження, опубліковані в Journal of Economic Issues and State and Local Government Review, показують зв’язок між розростанням та швидкістю реагування екстрених служб - зокрема медичної та пожежної.

### Економіка
Життя у великих, більш розкиданих просторах зазвичай робить державні послуги дорожчими. Оскільки використання автомобілів стає ендемічним, а громадський транспорт часто стає значно дорожчим та менш ефективним, містобудівники змушені будувати автомагістралі та інфраструктуру для паркування, що, у свою чергу, зменшує оподатковувану землю та дохід, а також зменшує бажаність території, прилеглої до таких споруд. Надання таких послуг, як вода, каналізація, утримання доріг та електроенергія, також є дорожчим для домогосподарства в менш густонаселених районах, враховуючи, що розростання збільшує довжину ліній електропередач, доріг і труб, що вимагає вищих витрат на технічне обслуговування.
Жителі районів з низькою щільністю населення витрачають більшу частку свого доходу на транспорт, ніж жителі районів з високою щільністю проживання. Незапланований характер зовнішньої міської забудови зазвичай пов’язують із збільшенням залежності від автомобілів. У 2003 році британська газета підрахувала, що розростання міст призведе до економічних втрат у розмірі 3905 фунтів стерлінгів на рік на людину лише через автомобілі, на основі даних RAC, згідно з якими середня вартість експлуатації автомобіля у Великобританії на той час становила £ 5000 на рік, у той час як проїзд потягом (припускаючи, що громадянин їздить щодня, з вартістю квитка 3 фунти) становитиме лише £1095. Крім того, підвищена щільність збільшує пропозицію житла в бажаних районах, а отже, також знижує ціни на житло в цих районах (за логікою попиту та пропозиції).

### Соціальний вплив
Розростання міст може бути частково відповідальним за зниження соціального капіталу в Сполучених Штатах. Компактні райони можуть сприяти невимушеним соціальним взаємодіям між сусідами, тоді як розростання створює бар’єри. Розростання має тенденцію замінювати громадські простори приватними просторами, такими як огороджені двори.
Критики розростання міст стверджують, що воно підриває якість життя. Дуані та Платер-Зіберк вважають, що в традиційних районах близькість робочого місця до торгових і ресторанних приміщень, які забезпечують відвідування кафе та магазинів у денний час, є важливим компонентом успішного балансу міського життя. Більше того, вони стверджують, що близькість робочого місця до дому також дає людям можливість йти пішки чи їздити на велосипеді на роботу чи школу, і що без такого роду взаємодії між різними компонентами життя міська модель швидко розпадається. Джеймс Говард Кунстлер стверджував, що погана естетика в передмістях робить їх «місцями, про які не варто піклуватися», і що їм бракує відчуття історії та ідентичності.
Розростання міст має класові та расові наслідки в багатьох частинах світу; відносна однорідність багатьох розгалужених забудов може посилити класові та расові розбіжності через житлову сегрегацію.
Численні дослідження пов'язують збільшення щільності населення з підвищенням агресії. Деякі люди вважають, що збільшення щільності населення сприяє злочинності та антигромадській поведінці. Стверджується, що люди, хоча й соціальні тварини, потребують значної кількості соціального простору, інакше вони стають збудженими й агресивними. Однак зв’язок між високою щільністю населення та зростанням соціальної патології значною мірою дискредитований.